# أولاد بوعزة القصبة (قصبة ولد حادة)
أولاد بوعزة القصبة هو دُوَّار يقع بجماعة الخزازرة، إقليم سطات، جهة الدار البيضاء سطات في المملكة المغربية. ينتمي الدوّار لمشيخة قصبة ولد حادة التي تضم 7 دواوير. يقدر عدد سكانه بـ 516 نسمة حسب الإحصاء الرسمي للسكان والسكنى لسنة 2004.

## روابط خارجية
- البوابة الوطنية للجماعات الترابية
- المندوبية السامية للتخطيط